# ロジスネクストユニキャリア
ロジスネクストユニキャリア株式会社は、かつて輸送機器の販売を行っていた企業。三菱ロジスネクストの完全子会社であった。みどり会の会員企業であり三和グループに属していた。

## 概要
初代・ユニキャリア株式会社（後のユニキャリアホールディングス株式会社）は、産業革新機構・日立建機・日産自動車の三社が出資して設立した持株会社であり、2013年（平成25年）にその傘下の事業会社が2代・ユニキャリア株式会社となったが、2016年（平成28年）3月31日より三菱重工業傘下となった。
2017年（平成29年）5月12日にニチユ三菱フォークリフトとの経営統合が発表され、同年10月1日付でユニキャリアが手掛けている事業の内、販売部門以外の事業をニチユ三菱フォークリフトから商号変更された三菱ロジスネクスト株式会社へ吸収分割で譲渡すると同時に、商号もロジスネクストユニキャリア株式会社へ変更した。経営統合後は、輸送機器の製造は三菱ロジスネクストへ一本化され、ロジスネクストユニキャリアは三菱ロジスネクスト製品の販売会社となった。ユニキャリアが手掛けていたブランドは三菱ロジスネクストとの経営統合後も存続する。
その後、2020年（令和2年）10月に旧ニチユ三菱フォークリフト系の販売会社10社とともに再編を実施。エリアごとに新たに設立された販売会社9社に承継、残った不動産管理部門は三菱ロジスネクストに吸収合併され、法人格は消滅した。

## ユニキャリア時代に製造していた主な製品
- フォークリフト
- スキッドステアローダー
- ホイールローダー
- 港湾荷役システム（リーチスタッカー、ストラドルキャリア、トランスファークレーンなど）
- 製鉄・造船物流システム（走行台車、牽引車、スラグダンプ、ベルトコンベア式ローダなど）
- 物流システム（無人搬送システム、自動倉庫システムなど）

| 左：米メルロー社のライセンス生産によるスキッドステアローダー、TCM ボブキャット右：米クラーク社との技術提携による 75B ホイールローダー  |  | 左：米メルロー社のライセンス生産によるスキッドステアローダー、TCM ボブキャット右：米クラーク社との技術提携による 75B ホイールローダー |
| 左：米メルロー社のライセンス生産によるスキッドステアローダー、TCM ボブキャット 右：米クラーク社との技術提携による 75B ホイールローダー |  | |

## 沿革

### 経営統合前
- 1949年（昭和24年）2月 - TCM株式会社の前身である東洋運搬機製造株式会社設立。
- 1954年（昭和29年）11月 - 東洋運搬機製造株式会社が東洋運搬機株式会社に商号変更。
- 1999年（平成11年）7月 - 東洋運搬機株式会社がTCM株式会社に商号変更。
- 1999年（平成11年）10月 - TCM株式会社が日立建機株式会社と業務・資本提携。
- 2009年（平成21年）12月 - TCM株式会社が日立建機の完全子会社となる。
- 2010年（平成22年）10月 - 日産自動車産業機械事業部が独立、日産フォークリフト株式会社となる。
- 2011年（平成23年）11月 - TCM株式会社と日産フォークリフト株式会社の事業統合を目的とした新会社ユニキャリア株式会社を産業革新機構・日立建機・日産自動車の三社出資で設立。TCMと日産フォークリフトはその傘下に入る事を発表。[3][4]。

### 経営統合後

#### 初代・ユニキャリア（持株会社）
- 2012年（平成24年）8月 - ユニキャリア株式会社がTCM株式会社及び日産フォークリフト株式会社を100%子会社化[5]。ユニキャリア株式会社の出資比率は産業革新機構が53.3％、日立建機が26.7％、日産自動車が20.0％。

#### 2代・ユニキャリア（事業会社）
- 2013年（平成25年）4月 - TCM株式会社が日産フォークリフト株式会社を吸収合併[6]し、ユニキャリア株式会社に商号変更。親会社である従前のユニキャリア株式会社はユニキャリアホールディングス株式会社に商号変更[7]。
- 2015年（平成27年）7月 - 三菱重工業とその子会社のニチユ三菱フォークリフト（当社と同業である）が共同で、当社の親会社であるユニキャリアホールディングスの株式を買収し傘下に収めることを発表した[8]。
- 2016年（平成28年）3月31日 - 親会社であるユニキャリアホールディングスの株式を、三菱重工業の子会社である三菱重工フォークリフト&エンジン・ターボホールディングスが65%、ニチユ三菱フォークリフトが35%取得し、三菱重工業傘下となる[9]。
- 2016年（平成28年）7月1日 - 親会社であるユニキャリアホールディングスを吸収合併[10]。
- 2017年（平成29年）1月1日 - 三菱重工フォークリフト&エンジン・ターボホールディングスが保有全株式（65%）をニチユ三菱フォークリフトに譲渡。ニチユ三菱フォークリフトの完全子会社となる。同時にニチユ三菱フォークリフトの株式について、三菱重工フォークリフト&エンジン・ターボホールディングスが議決権比率を51%に引き上げ[11][12]。
- 2017年（平成29年）5月12日 - 販売部門以外の事業を吸収分割によってニチユ三菱フォークリフト（2017年10月1日付で三菱ロジスネクスト株式会社へ商号変更）へ譲渡することを発表[13]。

#### ロジスネクストユニキャリア
- 2017年（平成29年）10月1日 - 三菱ロジスネクストと経営統合。同時に商号をロジスネクストユニキャリア株式会社 へ変更[14]。商号変更後は三菱ロジスネクスト製品の販売会社となると同時に、神奈川県川崎市から大阪府守口市へ本社を移転。
- 2020年（令和2年）10月1日 - ロジスネクストユニキャリアを含む国内販売会社11社を再編し新たに設立した9社に承継、不動産管理事業のみが残ったロジスネクストユニキャリアは他の販売会社10社とともに三菱ロジスネクストに吸収合併された[15]。